# Cristóbal Martínez de Salas
Cristóbal Martínez de Salas (1572 – 22 de outubro de 1640) foi um prelado católico que serviu como bispo do Panamá (1625–1640).

## Biografia
Cristóbal Martínez de Salas nasceu em Medina del Campo, Espanha, e foi ordenado sacerdote na Ordem dos Cónegos Regulares de Prémontré. No dia 10 de maio de 1625, o Papa Urbano VIII nomeou-o Bispo do Panamá. A 18 de janeiro de 1626, foi consagrado bispo por Alfonso López Gallo, bispo de Valladolid com Miguel Ayala, bispo de Palencia e Juan López, bispo de Monopoli como co-consagradores. Serviu como Bispo do Panamá até à sua morte a 22 de outubro de 1640.